# 杜彦士
杜彥士（?—?），原名杜中士，字蕉林。福建晉江縣马甲凤栖顶新厝（今泉州市洛江区）人。

## 生平
道光三年（1823年）癸未科二甲进士，授翰林院庶吉士，歷山西道監察御史，诰授中宪大夫。